# تری‌فنیل‌بوران
تری‌فنیل‌بوران (به انگلیسی: Triphenylborane) با فرمول شیمیایی C18H15B یک ترکیب شیمیایی با شناسه پاب‌کم 70400 است. که جرم مولی آن 242.12 g/mol می‌باشد. شکل ظاهری این ترکیب، بلورهای سفید است.